# 阿库·洛希米耶斯
阿库·洛希米耶斯（芬蘭語：Aku Louhimies，1968年7月3日—）是芬兰电影导演和编剧。
洛希米耶斯在赫尔辛基艺术设计大学导演系毕业，他也曾在赫尔辛基大学学习过历史。不同于其他芬兰导演，洛希米耶斯在1990年代时的早期作品聚焦在都市生活和在城市里居住的年轻人。职业生涯早期时他导演过短片、纪录片、音乐视频和电视剧。他的成名作是在2000年上映的长篇电影《烦躁》。
他导演的电影《无名战士》在2017年10月27日得到公映。该电影是根据芬兰作家韦伊诺·林纳的小说《无名战士》改编的第三部电影。